# Isorella
Isorella ist eine norditalienische Gemeinde (comune) mit 4100 Einwohnern (Stand 31. Dezember 2024) in der Provinz Brescia in der Lombardei. Die Gemeinde liegt etwa 26 Kilometer südsüdöstlich von Brescia. Isorella liegt am Canale di Brescia.